# Lafortunada
Lafortunada (L'enfortunada en aragonés) es una localidad española perteneciente al municipio de Tella-Sin, en el Sobrarbe, provincia de Huesca, Aragón. Se encuentra junto a la central hidroeléctrica del mismo nombre en el fondo del valle de Bielsa, a orillas del río Cinca, a 700 m s. n. m. en el Pirineo aragonés.

## Historia
Lafortunada es un pueblo construido en el siglo XVIII. En su origen estaba formado por dos casas: casa Cuadrado y casa Tomás.
En el año 1880 abandonaron el monasterio las monjas de la montaña peña Llerga. En la actualidad está en ruinas por difícil accesibilidad del terreno.
En el siglo XX se amplió considerablemente el pueblo a causa de la construcción de la central hidroeléctrica, inaugurada en 1923.
En el año 2006 fue restaurada la primera iglesia de Lafortunada: la iglesia de San José.

## Curiosidades
En 1949 el tubo que abastecía de agua a las turbinas de la central fue volado por los maquis en una de las últimas acciones en la zona. Fue una de las primeras veces en que se utilizó explosivo plástico en España.